# Glossoptosi
La glossoptosi, dal greco antico γλώσσα, glossa "lingua" e πτώσις, ptosi "caduta, affondamento", è la retrazione della lingua nella faringe o un disallineamento della lingua rispetto alla sua posizione normale all'interno del cavo orale.
L'ostruzione delle vie aeree nei soggetti che presentano glossoptosi aumenta il rischio di soffocamento.

## Cause
La glossoptosi può avvenire in concomitanza di un rilassamento muscolare generalizzato, ad esempio in caso di anestesia o di uno stato di incoscienza derivante da altre cause (come una crisi epilettica); la manovra di iperestensione del capo dovrebbe essere utilizzata come misura di soccorso immediata in questi casi.
In alcuni casi (soprattutto in presenza di sindromi genetiche) la glossoptosi è accompagnata da una micrognazia di entità variabile, ad esempio:
- Nell'artrogriposi legata all'X, di tipo 1
- Nella sindrome di Catel-Manzke
- Nella sindrome di Down
- Nella sequenza di Pierre Robin
- Nella sindrome cerebro-costo-mandibolare

Il disallineamento della lingua può bloccare le vie aeree e causare difficoltà nell'ingestione (soprattutto di sostanze liquide).

## Diagnosi
La diagnosi è solitamente post-natale, ma in alcuni casi è possibile una diagnosi prenatale mediante risonanza magnetica nucleare ed ecografia ostetrica.